# Mandelbulb
Un Mandelbulb résulte de la tentative de créer un ensemble de Mandelbrot en trois dimensions, sans être une fractale comme ce dernier,. La possibilité d'obtenir un ensemble de Mandelbrot en trois dimensions reste incertaine.

Une représentation du Mandelbulb
par itération de.

L'idée de sa réalisation occupe les esprits depuis 2007, mais fin 2009, Daniel White et Paul Nylander ont construit un Mandelbulb, un analogue en dimension 3 de l'ensemble de Mandelbrot, à l'aide d'une algèbre de nombres hypercomplexes et de transformations écrites en coordonnées sphériques. White et Nylander donnent la formule suivante :
{\displaystyle \langle x,y,z\rangle ^{n}=r^{n}\langle \cos(n\theta )\cos(n\phi ),\sin(n\theta )\cos(n\phi ),\sin(n\phi )\rangle }
où
{\displaystyle {\begin{cases}r&={\sqrt {x^{2}+y^{2}+z^{2}}}\\\theta &=\arctan(y/x)\\{\rm {et\ }}\phi &=\arctan(z/{\sqrt {x^{2}+y^{2}}})=\arcsin(z/r)\end{cases}}}

pour la nième puissance du nombre hypercomplexe 3D. Ils utilisent alors, de même que pour le plan de l'ensemble de Mandelbrot, les domaines de convergences des suites obtenues par itération de {\displaystyle z\mapsto z^{n}+c} où z et c sont des nombres hypercomplexes dans un espace de dimension 3 et 
Le Mandelbulb est ensuite défini comme l'ensemble des c en ℝ3 pour lesquels l'orbite de {\displaystyle \langle 0,0,0\rangle } sous l'itération {\displaystyle {\mathbf {v} }\mapsto {\mathbf {v} }^{n}+{\mathbf {c} }} est bornée. Pour n > 3, le résultat est une structure en forme de bulbe tridimensionnelle avec une surface fractale et un certain nombre de "lobes" dépendants de n. La plupart des rendus graphiques utilisent n = 8. Néanmoins, l'équation peut être simplifiée en polynômes rationnels lorsque n est impair. Par exemple, dans le cas de n = 3, la troisième puissance peut être simplifiée en une forme plus élégante :
{\displaystyle \langle x,y,z\rangle ^{3}=\left\langle \ {\frac {(3z^{2}-x^{2}-y^{2})x(x^{2}-3y^{2})}{x^{2}+y^{2}}},{\frac {(3z^{2}-x^{2}-y^{2})y(3x^{2}-y^{2})}{x^{2}+y^{2}}},z(z^{2}-3x^{2}-3y^{2})\right\rangle }.

## Formule quadratique
D'autres formules viennent d'identités qui prennent comme paramètre la somme de carrés pour donner une puissance de la somme de carré comme :
{\displaystyle (x^{2}-y^{2}-z^{2})^{2}+(2xz)^{2}+(2xy)^{2}=(x^{2}+y^{2}+z^{2})^{2}}
On peut voir cela comme une manière d'élever au carré un trio de nombres pour que le module soit élevé au carré. Cela donne, par exemple :
{\displaystyle x\rightarrow x^{2}-y^{2}-z^{2}+x_{0}}
{\displaystyle y\rightarrow 2xz+y_{0}}
{\displaystyle z\rightarrow 2xy+z_{0}}
ou d'autre permutations variées. Cette formule 'quadratique' peut être appliquée plusieurs fois pour obtenir plusieurs formules de puissance 2.

## Formule cubique

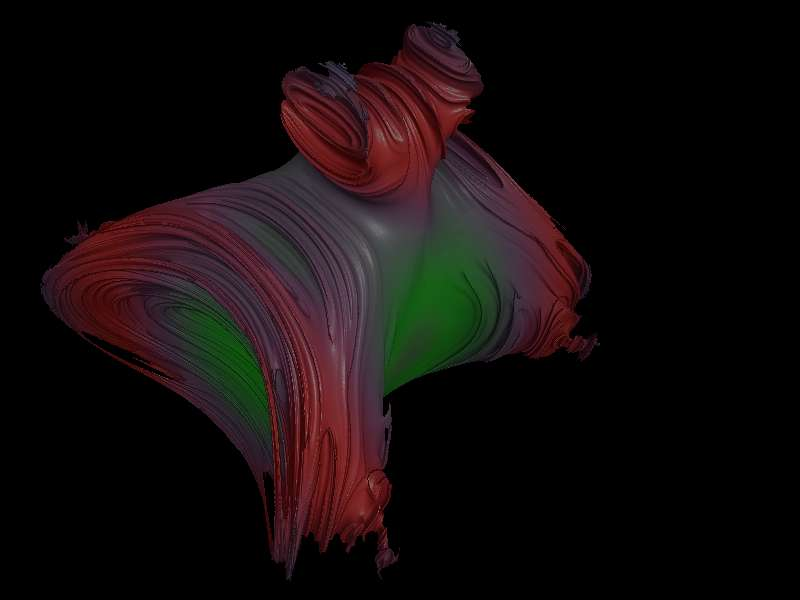
Fractale cubique.

D'autres formules viennent d'identités qui prennent comme paramètre la somme de carrés pour donner une puissance de la somme de carré comme :
{\displaystyle (x^{3}-3xy^{2}-3xz^{2})^{2}+(y^{3}-3yx^{2}+yz^{2})^{2}+(z^{3}-3zx^{2}+zy^{2})^{2}=(x^{2}+y^{2}+z^{2})^{3}}
On peut voir cela comme une manière d'élever au cube un trio de nombres pour que le module soit élevé au cube. Cela donne, par exemple :
{\displaystyle x\rightarrow x^{3}-3x(y^{2}+z^{2})+x_{0}}
ou d'autres permutations, par exemple :
{\displaystyle y\rightarrow -y^{3}+3yx^{2}-yz^{2}+y_{0}}
{\displaystyle z\rightarrow z^{3}-3zx^{2}+zy^{2}+z_{0}}
Cela réduit la formule à la fractale complexe {\displaystyle w\rightarrow w^{3}+w_{0}} lorsque z=0 et {\displaystyle w\rightarrow {\overline {w}}^{3}+w_{0}} lorsque y=0.
Il y a plusieurs manières de combiner deux transformations cubiques comme celles-ci pour obtenir une transformation de puissance 9 qui a une structure plus volumineuse.

## Formule quintique

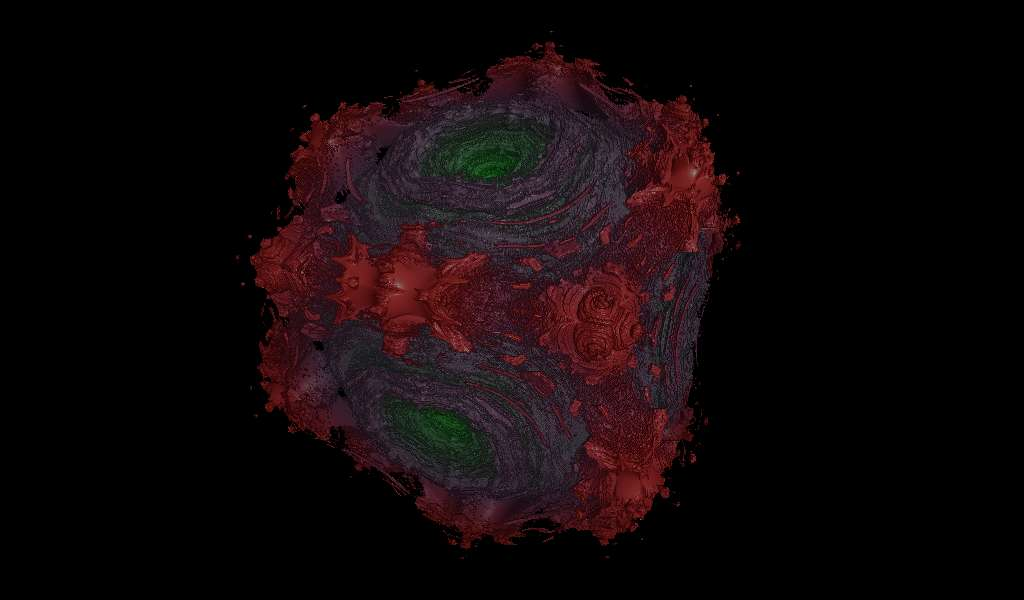
Mandelbulb quintique.

Une autre manière de créer des Mandelbulbs de symétrie cubique est en prenant la formule d'itération complexe {\displaystyle z\rightarrow z^{4m+1}+z_{0}} pour un entier m et ajouter les termes pour rendre la structure symétrique en 3 dimensions mais en gardant la section transversale la même fractale bidimensionnelle (le 4 vient du fait que {\displaystyle i^{4}=1}). Par exemple, prenons le cas de {\displaystyle z\rightarrow z^{5}+z_{0}}. En deux dimensions où {\displaystyle z=x+iy}, c'est :
{\displaystyle x\rightarrow x^{5}-10x^{3}y^{2}+5xy^{4}+x_{0}}
{\displaystyle y\rightarrow y^{5}-10y^{3}x^{2}+5yx^{4}+y_{0}}

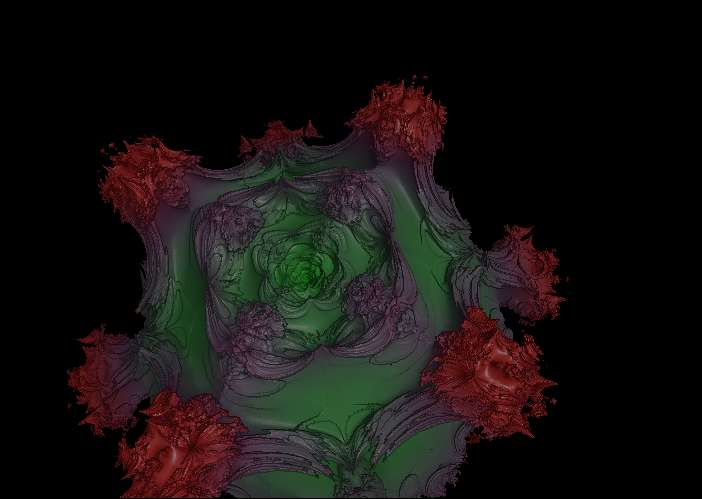
Mandelbulb quintique avec C=2.

Cela peut être prolongé à trois dimensions pour donner :
{\displaystyle x\rightarrow x^{5}-10x^{3}(y^{2}+Ayz+z^{2})+5x(y^{4}+By^{3}z+Cy^{2}z^{2}+Byz^{3}+z^{4})+Dx^{2}yz(y+z)+x_{0}}
{\displaystyle y\rightarrow y^{5}-10y^{3}(z^{2}+Axz+x^{2})+5y(z^{4}+Bz^{3}x+Cz^{2}x^{2}+Bzx^{3}+x^{4})+Dy^{2}zx(z+x)+y_{0}}
{\displaystyle z\rightarrow z^{5}-10z^{3}(x^{2}+Axy+y^{2})+5z(x^{4}+Bx^{3}y+Cx^{2}y^{2}+Bxy^{3}+y^{4})+Dz^{2}xy(x+y)+z_{0}}
pour les constantes arbitraires A,B,C et D (la plupart du temps fixée à 0) qui donnent différents Mandelbulbs. Le cas de {\displaystyle z\rightarrow z^{9}} donne un Mandelbulb assez similaire au premier exemple où n=9. Un résultat plus plaisant pour la cinquième puissance est obtenu en basant la fractale sur la formule : {\displaystyle z\rightarrow -z^{5}+z_{0}}.

## Formule de puissance neuf

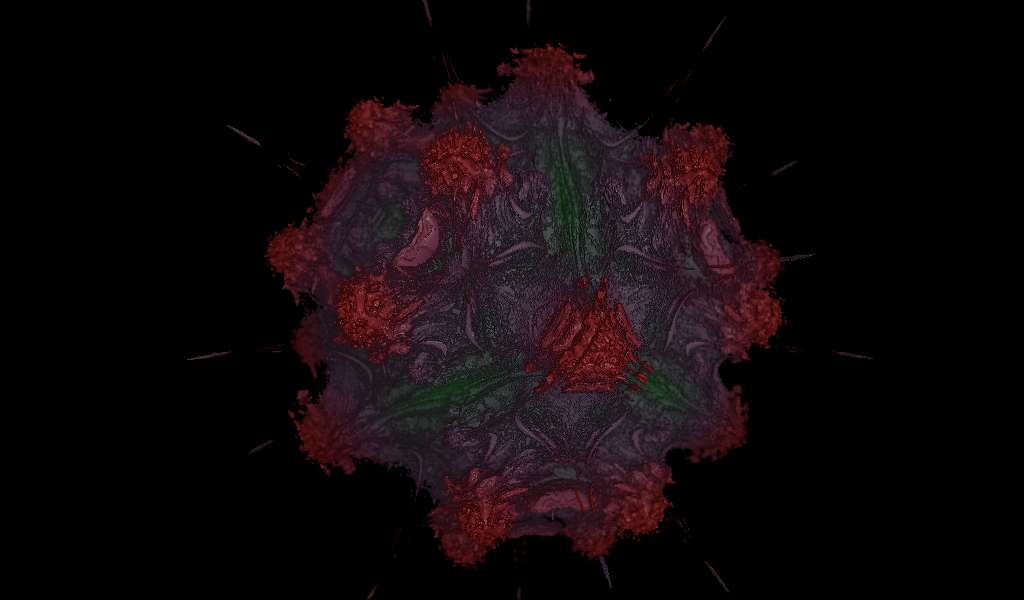
Fractale avec z^9 sections transversales.

Cette fractale a des sections transversales de la fractale de Mandelbrot de puissance 9. Elle a 32 petits bulbes émergeant de la sphère principale. Il est défini par, par exemple :
{\displaystyle x\rightarrow x^{9}-36x^{7}(y^{2}+z^{2})+126x^{5}(y^{2}+z^{2})^{2}-84x^{3}(y^{2}+z^{2})^{3}+9x(y^{2}+z^{2})^{4}+x_{0}}
{\displaystyle y\rightarrow y^{9}-36y^{7}(z^{2}+x^{2})+126y^{5}(z^{2}+x^{2})^{2}-84y^{3}(z^{2}+x^{2})^{3}+9y(z^{2}+x^{2})^{4}+y_{0}}
{\displaystyle z\rightarrow z^{9}-36z^{7}(x^{2}+y^{2})+126z^{5}(x^{2}+y^{2})^{2}-84z^{3}(x^{2}+y^{2})^{3}+9z(x^{2}+y^{2})^{4}+z_{0}}

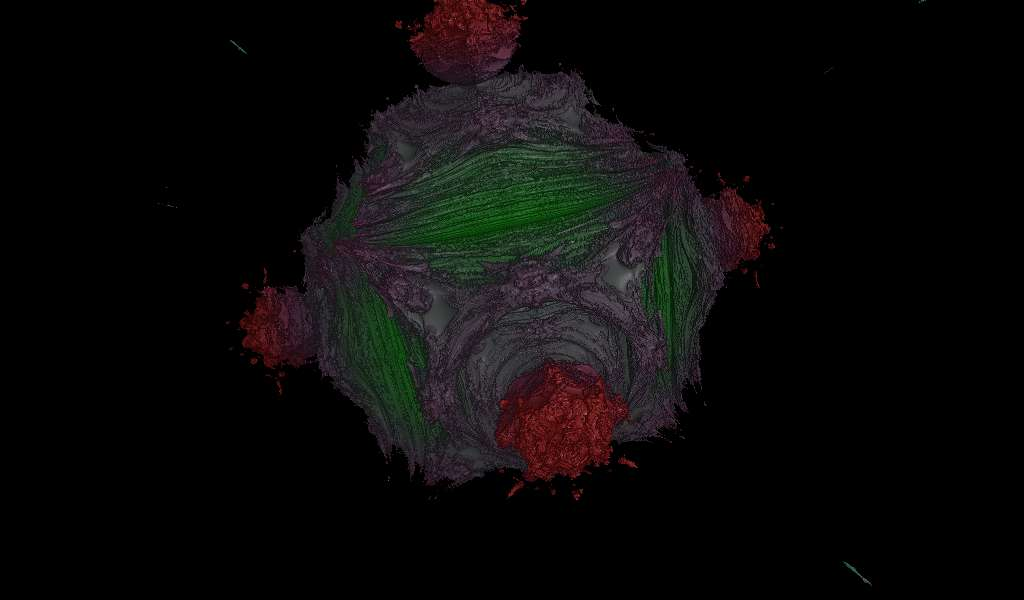
Fractale basée sur z→-z^5.

Ces formules peuvent être écrites de manière plus simple :
{\displaystyle x\rightarrow {\frac {1}{2}}(x+i{\sqrt {y^{2}+z^{2}}})^{9}+{\frac {1}{2}}(x-i{\sqrt {y^{2}+z^{2}}})^{9}+x_{0}}
et également pour les autres coordonnées.

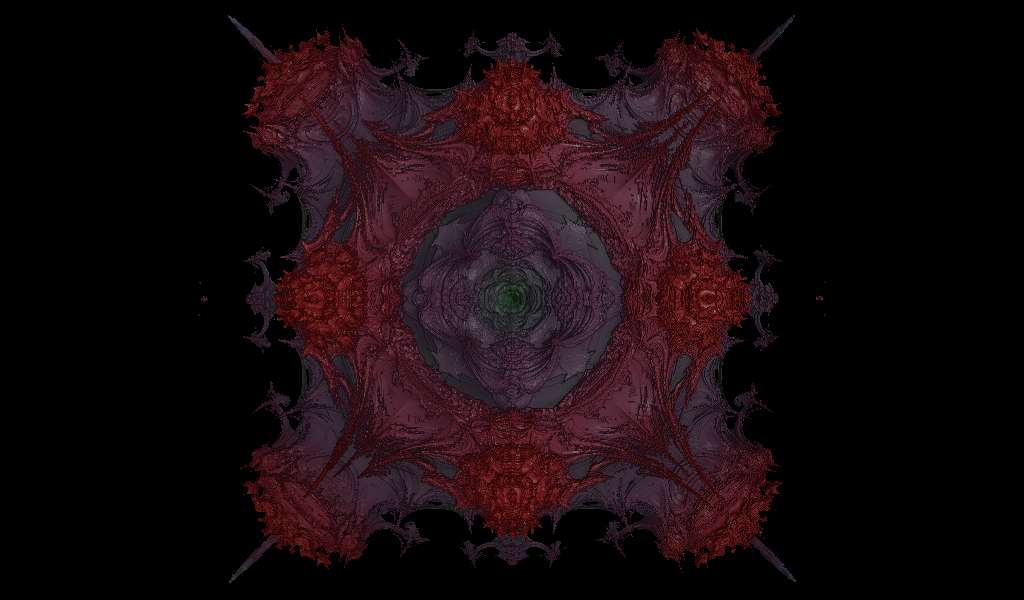
Fractale de puissance neuf.

## Formule sphérique
Une formule sphérique parfaite peut être définie par la formule :
{\displaystyle (x,y,z)\rightarrow (f(x,y,z)+x_{0},g(x,y,z)+y_{0},h(x,y,z)+z_{0})}
où
{\displaystyle (x^{2}+y^{2}+z^{2})^{n}=f(x,y,z)^{2}+g(x,y,z)^{2}+h(x,y,z)^{2}}
où f, g et g sont des nièmes puissances de trinômes rationnels et n est un entier. La fractale cubique ci-dessus en est un exemple.

## Dans la culture populaire
- Dans le film Disney Les Nouveaux Héros, l'apogée émotionnelle du film prend place au milieu d'un trou de ver, qui est représenté par l'intérieur stylisé d'un Mandelbulb[5].

- À la fin du film Annihilation (2018), la forme de vie d'origine extraterrestre se matérialise enfin sous une forme nébuleuse très proche d'une structure de type Mandelbulb.